# Daksha

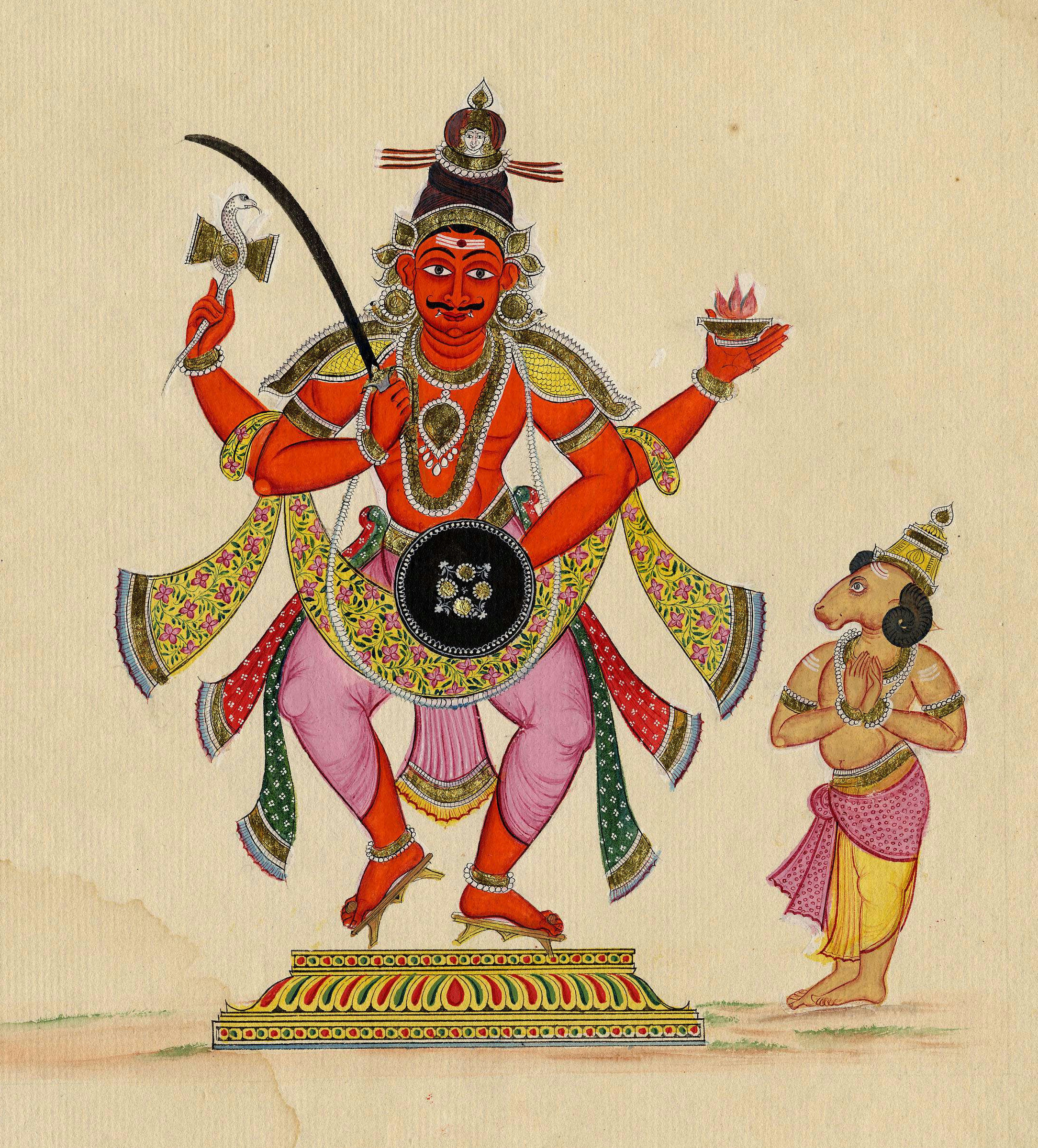
Virabhadra (émanation de Shiva), vénéré par Daksha (dieu avec une tête de bélier), gouache sur papier réalisée vers 1820 (style Company Paintings, École de Tanjore ou de Trichinopoly).

Daksha  (sanskrit IAST : dakṣa ; devanagari : दक्ष ; « habile, expert ») est une divinité de la mythologie hindoue. « Expert (en rituel) », dieu du sacrifice, issu du pouce de Brahmā, il est à la fois père et fils d'Aditi, et père de Diti. Chef des géniteurs (prajāpati), il personnifie le rituel et la magie efficace.
Il a eu de nombreuses filles, et l'une d'elles, Satī, est célèbre pour avoir été l'épouse de Shiva.
Plusieurs légendes existent sur Daksha : il aurait eu la tête tranchée par le Gaṇa, troupe de serviteur de Shiva, et serait revenu à la vie grâce à une tête de bouc ; il serait aussi le grand-père des dieux et des démons,.

## Évolution
L’histoire de la tradition rédactionnelle du mythe de Daksha montre notamment l'évolution de la figure de Shiva et de son culte. Alors que les premières rédactions du mythe expliquaient la dangerosité d'Agni en tant que feu sacrificiel dévorateur et insatiable, les nouvelles versions du mythe affirment la supériorité de la puissance de la « force yogique » dont peut user Shiva ou tout yogin shivaïte. « Cette puissance yogique est d’autant plus terrifiante qu’elle est capable de détruire jusqu’à l’Univers lui-même. » Le mythe plus récent dévoile les conflits entre shivaïtes, parvenant à imposer leur culte et leur pratique des austérités, et les brahmanes devant accepter leur présence et assimiler leur pratique yogique spécifique. Il montre comment Shiva a su s’imposer au monde ritualiste.